# Chrám svatého Mikuláše (Bodružal)

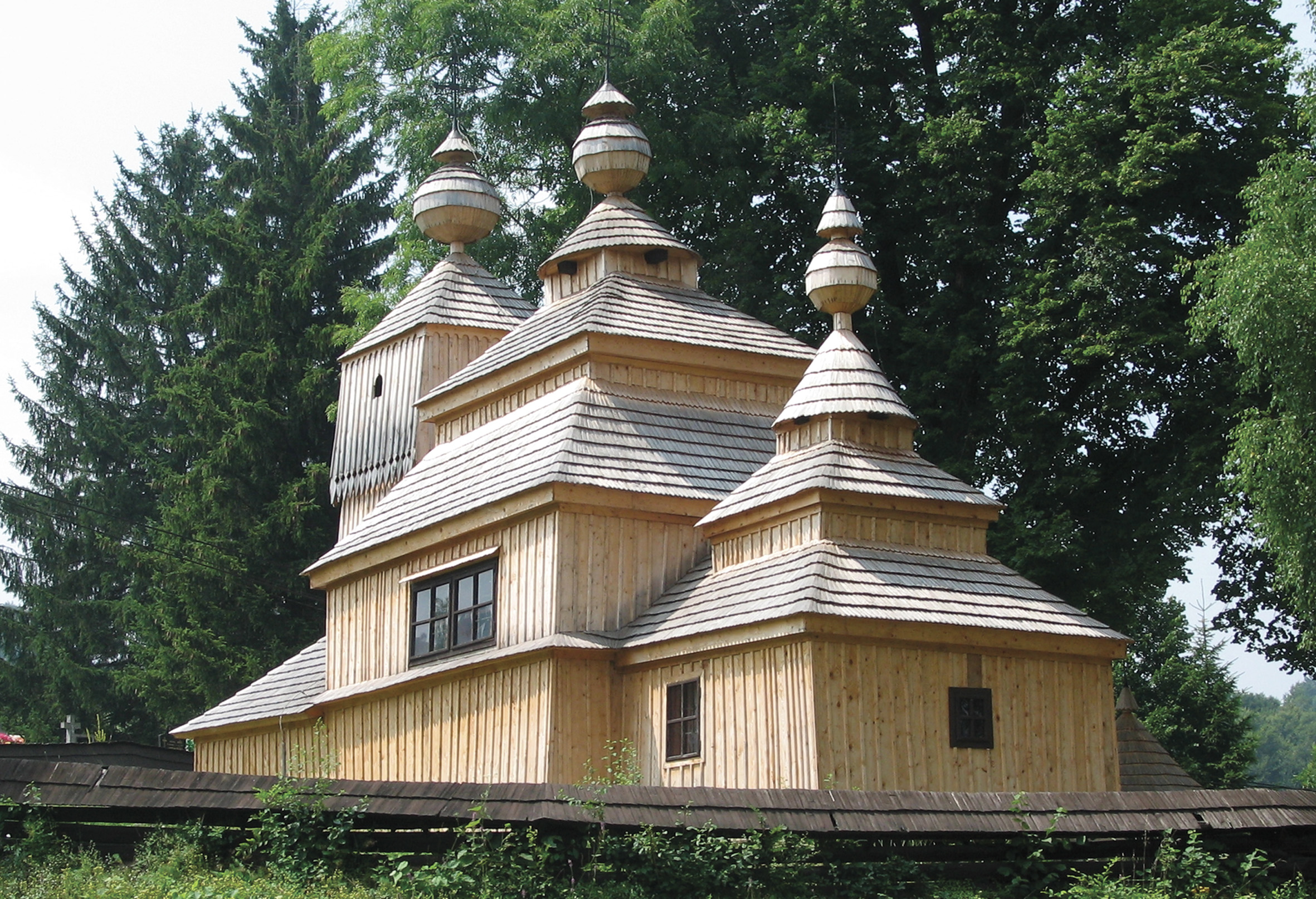
Pohled z jihovýchodní strany

Chrám svatého Mikuláše či cerkva svätého Nikolaja je dřevěný řeckokatolický kostel v obci Bodružal, ležící na severovýchodě Slovenska v okrese Svidník. Zbudovaný byl v roce 1658, což jej řadí mezi nejstarší dřevěné sakrální stavby na Slovensku. 8. července 2008 byl spolu s dalšími sedmi slovenskými dřevěnými kostely zapsaný na seznam světového dědictví UNESCO. Národní kulturní památkou je od roku 1968.
Cerkev tzv. lemkovského typu je dílem místních rusínských starousedlíků. Kostel je položen na kamenném základě a sestává ze tří čtverců sestavených za sebou v ose jdoucí od východu na západ, každý čtverec nese jednu věž - odkaz na trojprostornost církve. Stěny jsou z vnějšku obložené deskami, střecha je šindelová a hluboce členěná. Uvnitř se nachází cenná barokní výzdoba.
Poslední velkou rekonstrukci kostel prodělal v letech 2003-2004, vnitřní výzdoba byla restaurována v letech 1990-1995. Stavba je obklopena dřevěnou ohradou, vstup je veden skrze zvonici vybudovanou v 19. století.